# Paco Pastor
Francisco de Asís Pastor Pueyo, más conocido como Paco Pastor (Madrid, 24 de julio de 1949), es un cantante, compositor y actor de cine y televisión español, que fue muy popular en España durante las décadas de los 60 y 70.
Es el vocalista y fundador de la exitosa banda de pop Fórmula V. Un año antes de iniciar su carrera en solitario formaría brevemente el dúo Don Francisco y José Luis, con un concepto más acústico y maduro.
Durante los ochenta, se convirtió en una de las figuras más importantes de la Edad de oro del software español al ser uno de los fundadores y presidentes de la principal distribuidora española de videojuegos de la época, Erbe Software, auspiciando también la creación de una de las productoras principales en el mismo campo, Topo Soft.
Más tarde sería asesor de Sega en España, y finalmente director de Sega en la filial española entre 1989 y 1993. Gracias a él Sega distribuyó muy rápidamente la Mega Drive en España, en 1990, adelantándose a Nintendo antes de lanzar la Super Nintendo, y gracias a su política de publicidad y bajos precios, en España se consideró la Mega Drive de mayor calidad y accesibilidad, ganando la Guerra de consolas de los 90 con Sega en España, habiendo vendido más de 600 000 consolas para 1996. (Más del doble que Nintendo). Intentó que el Mega-CD bajara de precio e intentó convecer a la propia Sega de aplicar sus estrategias comerciales, reeditar juegos en formato CD, y recibió un "no" desde Japón, que junto al fracaso del periférico a nivel globael hizo que abandonara el puesto para 1993.
A finales de los 90 creó el proyecto, Formula-Diablos, junto al legendario grupo Los Diablos, para posteriormente retornar con su "Nueva Fórmula V".
Pastor es reconocido como una de las figuras prominentes y más mediáticas de España.

## Carrera musical

### Fórmula V

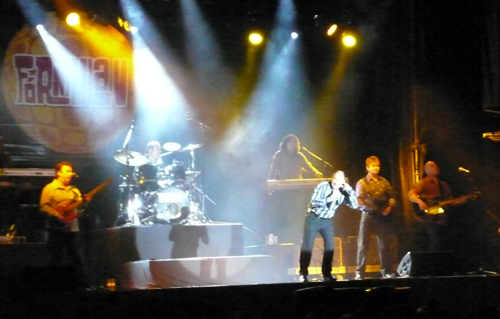
Fórmula V en las Fiestas de San Isidro Labrador en Madrid, 2008.

En 1967 llegaba de Estados Unidos la música chicle con bandas como The Archies o 1910 Fruitgum Company. Una música desenfadada que vendía millones de discos en todo el mundo y sin más pretensión que hacer bailar a los más jóvenes. 
Por esos días componentes de dos grupos madrileños: Los Rostros, de la zona de Cuatro Caminos, y Los Jíbaros, del barrio de San Blas, se unen para formar Los Cambios. Se trata de un grupo de estilo indefinido que hacen versiones de grupos ingleses y norteamericanos de todo tipo.
Pronto son contratados en el Club Palacete y después en Paraninfo donde tocan diariamente. Pepe Nieto (compositor y exbatería de Los Pekenikes) los descubre allí una tarde y regresa al día siguiente con la productora Maryní Callejo, que ya había trabajado con numerosos grupos, como Los Brincos, y que por encargo de Philips andaba buscando grupos que dieran el perfil de los americanos del chicle. Paco Pastor (cantante), Joaquín -Quino- de la Peña (guitarra solista), José Chefo (guitarra rítmica), Mariano Sanz (bajo) y Antonio -Tony- Sevilla (batería) son contratados inmediatamente y cambian su nombre por el de Fórmula V. Philips no para en gastos y lleva a los chicos a grabar su primer sencillo a Milán, con orquesta de La Scala incluida. Aquel disco trae por una cara “Hoy es mi día de suerte”, compuesta por Pepe Nieto y por la otra una versión de The Dave Clark Five, "Come Home".
Fórmula V y su primer disco se presentan en Madrid el 9 de enero de 1968. El fracaso es rotundo. A la carísima producción y promoción, el público responde comprando apenas unos cientos de discos. El grupo está a punto de separarse; de hecho, Chefo abandonará el grupo ese mismo año y es sustituido por Amador -Chapete- Flores (órgano). Maryni Callejo encarga a José Luis Armenteros y Pablo Herrero, componentes de Los Relámpagos, que compongan canciones divertidas para reflotar el grupo y recuperar la inversión. El segundo sencillo sale en mayo de 1968 con “La playa, el sol, el mar, el cielo y tú” en la cara A. Se cuela entre los diez discos más vendidos de aquel verano y la fórmula comienza a funcionar. 
Con los mismos compositores y la misma productora consiguen antes de que acabe el año su primer superventas absoluto con “Tengo tu amor”, que les pone ya en la senda del éxito y con el que van a definir un estilo inequívoco. Las canciones tienen la misma estructura, pero no suenan iguales. Se abren con un reclamo instrumental normalmente encomendado al órgano, siguen con una estrofa enérgica y culminan con un estribillo alegre cantado a coro. Después un puente instrumental o vocal en el que el ritmo se ralentiza, vuelta a la estrofa y un final con un estribillo que se repite varias veces. Total dos minutos y medio de música y cientos de miles de discos vendidos.
En 1969 los éxitos se suceden. Es el año de Cuéntame, que llegará al n.º 1 de las listas y también el de “Cenicienta” que, sin alcanzar el puesto cabecero, venderá doscientas cincuenta mil copias aquel verano.
Ya en 1970 las ventas decrecen un tanto y, aunque sus discos se asoman al hit parade, no suelen pasar de la barrera del décimo puesto. En 1971, Fórmula V remonta el vuelo con temas como “Ahora sé que me quieres” y al año siguiente de nuevo reinan en playas, piscinas y verbenas con “Vacaciones de verano”, aunque alcanzar de nuevo el preciado n.º 1 sigue siendo para Fórmula V misión imposible.
Por fin en 1973 el bombazo "Eva María" (que toma acordes del éxito de 1967, "Little Bit O' Soul"), del que venden alrededor de trescientos mil singles solo en España, los sitúa otra vez en la cabecera de los grupos nacionales. Aparecen en televisión casi todas las semanas, hacen docenas de galas muy bien pagadas y realmente el grupo está en la cresta de la ola. Todavía seguirán ahí el siguiente verano con “La fiesta de Blas”, que será su último número uno.
En el año 1975 el grupo empieza a dar muestras de agotamiento. Son ya siete años sin parar, con giras sudamericanas, más de sesenta actuaciones anuales, grabaciones, dos películas: Un, dos, tres, al escondite inglés (Iván Zulueta, 1968) y A 45 rpm (Pedro Lazaga, 1969). Todavía tendrán otro sencillo de éxito aquel verano con “Carolina”, con el que se despedirán de un público fiel a una forma de hacer música sin complicaciones. En agosto de este año, se reúnen en Palma de Mallorca los intérpretes de éxito en aquel verano. Allí, de forma inesperada para todos, en medio de su actuación, el grupo anuncia su próxima desaparición. En octubre cumplen sus últimos compromisos y Fórmula V pasa de forma elegante a la historia.
Desde luego, hace falta tenerlos muy bien puestos para cerrar una carrera vendiendo ciento cincuenta mil ejemplares del último disco. Al verano siguiente, Antonio Sevilla, batería del ya disuelto grupo, acude de nuevo, esta vez en solitario, a Palma de Mallorca para recoger uno de los premios conseguidos por su última canción “Carolina” el verano anterior. 
El público y los compañeros de profesión puestos en pie le ovacionan durante más de tres minutos mientras por el equipo suena a toda pastilla un potpurrí de sus éxitos. Es el final soñado para una carrera. Después, muchas presiones para el regreso del grupo, que, con sus componentes originales, jamás se produjo.
Atrás quedaron unas cifras apabullantes: cuatro números uno de superventas, dos números uno en Los 40 Principales, once títulos en el top 5 de ventas y unas ventas que se calculan superiores a los dos millones de discos, contabilizando sólo los vendidos en nuestro país.
Fórmula V, muchas veces denostado por sus contemporáneos más puristas, se ha convertido, con el paso del tiempo, en el paradigma del pop alegre, divertido y sin otras pretensiones que un consumo rápido y masivo en fiestas juveniles. Gran parte de su triunfo se lo deben a Herrero y Armenteros, compositores de casi todos sus hits y a Maryni Callejo que supo darle un acabado pulido y aparentemente despreocupado a sus grabaciones. 
Otro secreto del éxito del grupo es su capacidad de seguir juntos, sin cambios. Siete años con los mismos componentes, tan solo rotos por las milis de Mariano y Quino. En ambos casos el sustituto fue el guitarrista madrileño, Paco Granados.
El cantante, Paco Pastor formaría el dúo Don Francisco y José Luis y ya en la década de los 90 formaría junto a componentes de Los Diablos el engendro veraniego denominado Fórmula Diablos.

### Don Francisco y José Luis
Una vez que se desintegró Fórmula V en 1975, Pastor decidió iniciar un nuevo proyecto musical, esta vez con un concepto más acústico y bastante inspirado en sus antecesores Juan y Junior. 
Para ello, incorporó a su compañero de banda y quien fuera compositor de algunas de las canciones de Fórmula V, José Luis Moreno Recuero. Moreno ya había editado algún sencillo bajo el nombre de "Gypsy", el grupo que conformó tras disolverse Fórmula V.
El dúo fue fichado por la discográfica Novola, y pronto lanzarían el sencillo, ”Necesitas Saber Caer / Situación Coyuntural” junto con un LP, "Don Francisco y José Luis", del que se extraería un último sencillo, ”El tren del amor / Entre los pliegues de una manta”, para cerrar con un tema censurado y prohibido en su momento, llamado inicialmente "El Sexocarril" y que fue reconvertido finalmente en su letra como "El hombre lobo".
Las ventas no alcanzaron lo previsto y el dúo no funcionaba; la gente esperaba de ellos las canciones de su antiguo grupo y no el pop reflexivo y acústico que ellos cantaban, y aunque no lo hacían mal y el talento estaba demostrado, llegaron en una época en la que ese estilo ya se había agotado.
La carrera de Don Francisco y José Luis no fue nada duradera, agotándose antes de llegar al año. Paco Pastor seguiría en solitario y con el mismo sello Novola, con un estilo algo más veraniego y recordando más a su antiguo grupo, sacando al mercado el LP, "Paco Pastor" y dos sencillos, “Dentro de una botella / Me he acostumbrado a ti” y "Lo tuyo no es normal / A ti, por ti".
Por su parte José Luis grabaría un sencillo, para a continuación convertirse en el humorista Pepín Tre, autodefinido como "Charlatán Pop".

### Carrera en solitario
Paco Pastor grabó su primer sencillo en 1978 con Novola, "Dentro de una botella / Me he acostumbrado a ti", un disco al puro estilo "formulero", aunque el disco no alcanzó ni de lejos el éxito de los del grupo.
Tras el sencillo salió al mercado su único larga duración, “Paco Pastor”, pero los resultados no fueron los esperados. Antes de acabar el año se extrajo otro sencillo del LP, “Lo tuyo no es normal / A ti, por ti”, pero corriendo la misma suerte que los anteriores en cuestión de ventas; aquella música pegadiza que llenaba las estanterías de las tiendas de discos de mediados de los 70 y que sonaban en las playas a lo largo de la costa española, ya no se llevaba. Por ese motivo, el cantante decidió alejarse totalmente del medio musical en 1979, una época ya dominada por la música disco.
En la década siguiente, Paco Pastor decidió dedicarse al gran negocio de su vida: el mundo de los videojuegos, que por aquel entonces, iniciaban sus primeros pasos en España. Para lograrlo, creó su propia marca de videojuegos, la cual más tarde vendió a una multinacional; en 1989 llegó a ser director de Sega España.

## Mundo de los videojuegos
Entre otra de sus múltiples facetas, se encuentra la creación de Erbe Software, una desarrolladora y una de las más importantes distribuidoras de videojuegos de España durante los años 80 y principios de los 90, erigida en 1984 por Andrew Bagney y Paco Pastor. El éxito de las ventas los llevó a fundar Topo Soft, subsidiaria de Erbe y una de las productoras españolas de videojuegos más importantes de la edad de oro del software español. Suya fue la idea en 1987 de que todos los videojuegos distribuidos por Erbe en la época bajaran de 2.100 pesetas (12,62 euros) a 875 pesetas (5,26 euros), medida que sacudió a toda la industria y multiplicó exponencialmente las ventas de videojuegos en España. Para ello fue él el que se encargó de negociar con las productoras extranjeras y españolas para que aceptaran sumarse a la medida, pensada como un medio de acabar con la piratería que sangraba la venta de videojuegos en España e impedía despegar a la industria del videojuego español. Luego de diversos problemas administrativos y financieros, la marca comercial fue vendida a finales de los noventa a Anaya Interactiva, una rama del Grupo Anaya. 
Siendo empresario de los videojuegos, Pastor fue parte de la marca japonesa Sega en su filial de España, donde estuvo como asesor entre 1987 y 1988, y luego, tras abandonar Erbe, como director entre 1989 y 1993. En una entrevista llegó a afirmar que "la industria de la música debería fijarse en la de los videojuegos y aprender de ella".

## Actualidad
El músico ha combinado sus ocupaciones artísticas con apariciones ocasionales en películas españolas de bajo presupuesto, especiales, series y telenovelas, desde 1969 hasta la actualidad, en su gran mayoría interpretándose a sí mismo como miembro de Fórmula V.
A inicios de los años 1990, Pastor fue llamado para integrar un proyecto musical, junto con algunos miembros originales de Fórmula V y la contemporánea banda Los Diablos, para formar "Fórmula-Diablos". En 1995 ambas agrupaciones se reunieron y firmaron un contrato con el que realizaron en conjunto giras y presentaciones por el continente europeo.
Para esa época, Pastor hizo un intento de reconstrucción de Fórmula V con su viejo compañero Kino de la Peña, guitarra del recordado grupo, logrando realizar algunas presentaciones. 
En enero de 2002, Pastor renombró el proyecto como la "Nueva Fórmula V", realizando giras tanto en España como a nivel internacional, presentando sus éxitos de antaño.
En abril de 2002 formó junto a excomponentes de Los Salvajes y Los Diablos un nuevo grupo musical que canta en sus conciertos todos los éxitos de Fórmula V, Los Diablos y Los Salvajes. Con esta colaboración musical han sacado varios recopilatorios de todos los éxitos de estas tres bandas, grabados por la nueva formación en CD.
En julio de 2006, salió al mercado el recopilatorio doble "Grabaciones en Solitario (enlace roto disponible en Internet Archive; véase el historial, la primera versión y la última).", con las canciones de su carrera con Don Francisco y José Luis, incluyendo su etapa como solista.
En 2015 se sacó el sencillo "A Veces Los Recuerdos Son Así", una edición limitada que solo se vendió en los conciertos.

## Discografía

### Con Fórmula V
| - Busca un Amor (1969) - Adelante (1970) - Fórmula V (1971) - La Fiesta de Blas (1974) - Carolina (1975) | - "Mi día de Suerte es Hoy" / "Vuelve a Casa" (1969) - "La Playa, el Mar, el Sol, el Cielo y Tú" (1969) - "Tengo tu amor" (1969) - "Cuéntame" (1969) - "Busca un Amor" (1969) - "Cenicienta" (1969) - "Jenny Artichoke" (1970) - "Tras de ti" (1970) - "Dos Caminos" (1970) - "Ahora sé que me quieres" / "Un Mundo de Amor" (1971) - "Nueve Sobre Diez" (1971) - "Vacaciones de verano" (1972) - "Monedas de Amor" / "Vive la Vida" (1972) - "Eva María" (1973) - "La fiesta de Blas" (1974) - "Loco, Casi Loco" / "La Jaula" (1974) - "Carolina" / "Busca la Luz" (1974) |

### Con Don Francisco y José Luis
- Don Francisco y José Luis (LP, 1975)
- "Necesitas Saber Caer" / "Situación Coyuntural" (Sencillo, 1975)
- "El Tren del Amor" (Sencillo, 1976)

### Como solista
- Paco Pastor (LP, 1978)
- "Dentro de una botella" (Sencillo, 1978)
- "Lo tuyo no es normal" (Sencillo, 1978)